# Große Hirschmaus
Die Große Hirschmaus (Peromyscus grandis) ist ein in Guatemala endemisches Nagetier in der Gattung der Weißfußmäuse. Bis zum Jahr 2005 war noch nicht ausreichend geklärt, welche verwandtschaftlichen Beziehungen zwischen dieser Art und den Arten Guatemala-Hirschmaus (Peromyscus guatemalensis) sowie Chiapas-Hirschmaus (Peromyscus zarhynchus) bestehen.

## Merkmale
Wie der Name andeutet, ist die Art mit einer Kopf-Rumpf-Länge von 121 bis 151 mm, einer Schwanzlänge von 127 bis 177 mm und einem Gewicht von 48 bis 82 g eine große Weißfußmaus. Sie hat 28 bis 35 mm lange Hinterfüße und 24 bis 26 mm lange Ohren. Die schwarzbraune Färbung des dicken Fells auf dem Rücken geht an den Flanken in ockerfarben über. Die Unterseite ist dagegen weiß bis hell gelbbraun und kann einen orangen Streifen auf der Brust besitzen. Typisch ist ein dunkler Schwanz mit einer etwas helleren Unterseite und mit spärlicher Behaarung. Die Füße besitzen einen dunklen Fleck oberseits, der nicht die Zehen und Seiten erreicht. Im Verbreitungsgebiet ist die Aztekenmaus (Peromyscus aztecus) deutlich kleiner und die oben genannten Arten leben weiter westlich oder nördlich.

## Verbreitung und Lebensweise
Dieses Nagetier lebt nur im zentralen Guatemala in den Verwaltungsbezirken Baja Verapaz, Alta Verapaz, Zacapa und Izabal. Es hält sich auf Hochebenen und in Gebirgen zwischen 1500 und 2200 Meter Höhe auf. Als Habitat dienen Wolken- und Nebelwälder, wo die Art oft die Ufer von Wasserläufen mit Farnen und Moosen besucht.
Die Große Hirschmaus bewegt sich vorwiegend auf dem Boden und klettert gelegentlich auf umgefallenen Bäumen oder abgebrochenen Ästen. Soweit bekannt, zählen nur grüne Pflanzenteile zur Nahrung. Im Dezember wurden sechs Weibchen untersucht, jedoch war davon nur eins mit zwei Embryos trächtig.

## Gefährdung
Laut Schätzungen von 2017 ist die aktuelle Population stabil. Aufgrund der geringen Verbreitung können sich Waldrodungen in kurzer Zeit stark negativ auswirken. Die IUCN listet die Große Hirschmaus in der Vorwarnliste (near threatened).